# Žerotín (Olomouc)
Žerotín (in tedesco Scherotein) è un comune della Repubblica Ceca facente parte del distretto di Olomouc, nella regione di Olomouc.